# Ameršek
Ameršek je priimek v Sloveniji, ki ga je po podatkih Statističnega urada Republike Slovenije na dan 1. januarja 2010 uporabljalo 80 oseb in je med vsemi priimki po pogostosti uporabe uvrščen na 5.254. mesto.

## Znani nosilci priimka
- Jožica Ameršek (*1947), slikarka
- Peter Ameršek  (*1955), nogometaš
- Vili Ameršek (*1948), nogometaš